# Canzoniere
Canzoniere (italijansko Pesmarica) ali Rerum vulgarium frammenta so najbolj znano delo italijanskega književnika Francesca Petrarke. Petrarka jih je pisal predvidoma od leta 1327 do svoje smrti leta 1374.

## Vsebina
Canzoniere (it. »knjiga pesmi«, pesmarica) je zbirka 367 pesmi, od tega je 317 sonetov, 29 kancon, 9 sekstin, 7 t. i. ballat in štirje madrigali. Večina sonetov in kancon opeva Petrarkovo ljubezen do Laure, ki naj bi jo bil srečal 26. aprila leta 1327, vendar novejša literarna zgodovina utemeljeno dvomi tako o datumu srečanja kot o zanesljivost Petrarkovih opisov in njegovega odnosa do Laure na sploh. Po Laurini smrti Petrarka opisuje spomin nanjo. Sklene se s kancono, posvečeno Devici Mariji.

## Struktura in pomen
Zbirko je Petrarka imenoval tudi "razpršene rime" (Rime sparse, izhajajoč iz njenega latinskega naslova Rerum vulgarium frammenta, ki namiguje na fragmentarnost in razpršenost). S tem je mislil na zbirko pesniških besedil, ki nima enovitosti, podobne srednjeveškemu epu ali epopeji (npr. Dantejevi Božanski komediji). Izraz "razpršene rime" se je občasno uporabljal že za Dantejevo Novo življenje. Struktura zbirke tudi pri Petrarki skuša slediti enovitosti, med drugim s tem, ko prevzame model zbirke, na kakršnega na italijanskih tleh prvikrat naletimo v t. i. Kodeksu Rediano št. 9. Gre za zbirko, ki ob spokorniški pesmi vsebuje liriko mladostnega, "radoživega" pesnika, ki se po polovici zbirke prevesi v liriko zrelega, od ljubezni odtrganega pesnika. Pri Petrarki je ta model manj izrazit zaradi drugačnega pomena religiozne misli, nad katero prevladajo Petrarkove posvetne težnje. Predvsem pa se Petrarka od predhodnega modela odmakne zaradi drugačne celostne strukture zbirke, ki je vse od 5. soneta naprej zapisana v sedanjiku in tako predstavlja zgodbo, ki je nenehno v sestavljanju. Petrarka se k istim dogodkom vrača z neštetimi variacijami (k prvemu srečanju z Lauro se vrne kar petnajstkrat); te pred bralca v različnih kontekstih postavljajo nenehno spreminjajočo se, nikoli dokončano pripoved o Laurini lepoti, obenem pa tudi nenehno spreminjajočo se identiteto pesnika - lirskega subjekta, ki v odnosu do Laure zrcalno opazuje svoje reakcije in svoj pesniški jaz. Iz »razpršenih rim«, tj. posamičnih pesmi, kot pravi Nicola Gardini, Petrarka sestavlja svoj enovit, čeravno nedokončen pesniški jaz. Prav izpostavljeni posvetni pesniški jaz je najpomembnejša novost Petrarkove zbirke.
Z Dantejevim Novim življenjem Petrarko povezuje tudi topos opevanja poročene ženske, ki ga oba najbrž prevzemata iz trubadurske lirike ter iz rimske t. i. erotične elegije. Vendar se Petrarkova Laura bistveno razlikuje od Dantejeve Beatrice. Datum srečanja, ki ga Petrarka zabeleži v 3. sonetu, Veliki petek 26. aprila 1327, sovpada s sončnim mrkom in je verjetno izmišljen. Z njim se Petrarka naveže na Dantejev opis Beatricine smrti, ki je prav tako podan s podobami sončnega mrka in dneva Kristusove smrti, tj. Velikega petka. A če Beatrice pri Danteju ravno s svojo smrtjo dokončno postane prispodoba neoplatonistično pojmovane božje ljubezni - zato so oči in svetloba pri Danteju tudi podobe Boga - se pri Petrarki že v 3. sonetu izkaže, da Laura postane nadomestilo Boga in Petrarko odteguje od božje ljubezni k posvetnemu poželenju. Laura kot sicer idealizirana, a posvetna ženska povzroča nemir subjektovega poželenjskega, ne več religioznega odnosa do sveta, ki se kaže v tipičnih petrarkističnih dvojicah »led-ogenj«, »pojem in jočem« idr. Obenem in prav zato se skozi celotno zbirko kaže kot smrt duše lirskega subjekta, zato ne preseneča, da je Laura v 96. sonetu poimenovana dobesedno kot »moja smrt«. Petrarkov poželenjski jaz skuša v zadnjem delu Canzoniera sicer dobiti dopolnilo v religioznem občutju, zlasti s sklepno Kancono Devici Mariji, vendar je po mnenju velikega števila intepretov - kljub njegovemu delnemu zagovoru tudi po mnenju Francesca de Sanctisa - Petrarkov poizkus neiskren in neuspešen.
Boj med lastnim poželenjskim jazom in srednjeveško pojmovanim ciljem človekovega življenja, tj. božjo karitas, Petrarka opisuje tudi v svojem filozofskem spisu »O skrivnem izvoru mojih skrbi« (De secreto conflictu curarum mearum), ki je strukturiran kot pogovor med Petrarko in enim od svetih očetov Sv. Avguštinom.

## Vpliv na evropsko in slovensko književnost
Petrarka je s svojimi tipičnimi dvojicami (led-ogenj, pojem in jočem), z uporabo imena Laura in predvsem z idealizacijo in hkratno konkretnostjo Laurinih opisov spodbudil zelo široko razširjeni tok t. i. petrarkizma, najprej v Italiji (Pietro Bembo, Michelangelo Buonarroti, Gaspara Stampa), nato v Španiji in Franciji ter slednjič v Angliji, kjer se je z Williamom Shakespearom tok že obrnil v baročni anti-petrarkizem.
Iz Petrarke v Sloveniji črpa predvsem France Prešeren, ki se večkrat sklicuje na Petrarkovo Lauro (npr. v Gazelah), od Petrarke pa prevzame tudi motiv srečanja z ljubljeno žensko, ki ga prav tako postavi v cerkev in v čas praznovanja Velike noči.